# Sterol
Steroli, znani tudi kot steroidni alkoholi, so podskupina steroidov in pomemben razred organskih molekul. V naravi se nahajajo v rastlinah, živalih in glivah. Najbolj poznana vrsta živalskega sterola je holesterol. Holesterol je ključnega pomena za strukturo membrane živalskih celic ter služi kot predhodnik maščobotopnih vitaminov in steroidnih hormonov.

## Tipi
Rastlinski steroli se imenujejo fitosteroli, živalski steroli pa zoosteroli. Najpomembnejši zoosterol je holesterol; odmevnejši fitosteroli so kampesterol, sitosterol in stigmasterol. Ergosterol je sterol, prisoten v celični membrani gliv, kjer ima podobno vlogo kot holesterol v živalskih celicah.

### Fitosteroli kot prehranska dopolnila
Fitosteroli so v kliničnih študijah izkazali blokado mest absorpcije holesterola v človeškem črevesju, kar prispeva k znižani absorpciji holesterola. Trenutno so fitosteroli odobreni s strani ameriške FDA za uporabo kot aditivi v živilih; vendar obstaja sum, da bi lahko blokirali absorpcijo ne le holesterola, ampak tudi drugih pomembnih hranil. Trenutno Ameriško združenje za boj proti srčnim obolenjem priporoča jemanje rastlinskih sterolov le pacientom z diagnozo povišanega holesterola, njih jemanje pa močno odsvetuje nosečim ali doječim ženskam.
Preliminarne raziskave so pokazale, da naj bi fitosteroli lahko imeli protirakave učinke. 

## Vloga v biokemiji
Steroli in sorodne spojine igrajo poglavitno vlogo v fiziologiji evkariontskih organizmov. Holesterol je na primer sestavni del živalske celične membrane, pri čemer vpliva na njeno fluidnost in služi kot sekundarni prenašalec v razvojni signalizaciji. Pri ljudeh in drugih živalih kortikosteroidi, kot je kortizol, delujejo kot signalne spojine pri celični komunikaciji in splošni presnovi. Steroli so pogosto del človeškega loja.
V laboratorijskih kvalitativnih raziskavah se sterole (še posebej holesterol) dokazuje s pomočjo Salkowskijevega testa, medtem ko je med kvantitativnimi analizami za raziskovanje steroidov pogostejša Lieberman-Burchardova reakcija.

## Kemijska klasifikacija in struktura
Steroli so podskupina steroidov s hidroksilno skupino na položaju 3 obroča A. So amfifilni lipidi, sintetizirani iz acetil koencima A preko HMG-CoA reduktazne poti. Celotna molekula je precej ravna. Hidroksilna skupina na obroču A je polarna. Preostala alifatska veriga je nepolarna.